# Peter-und-Paul-Festung

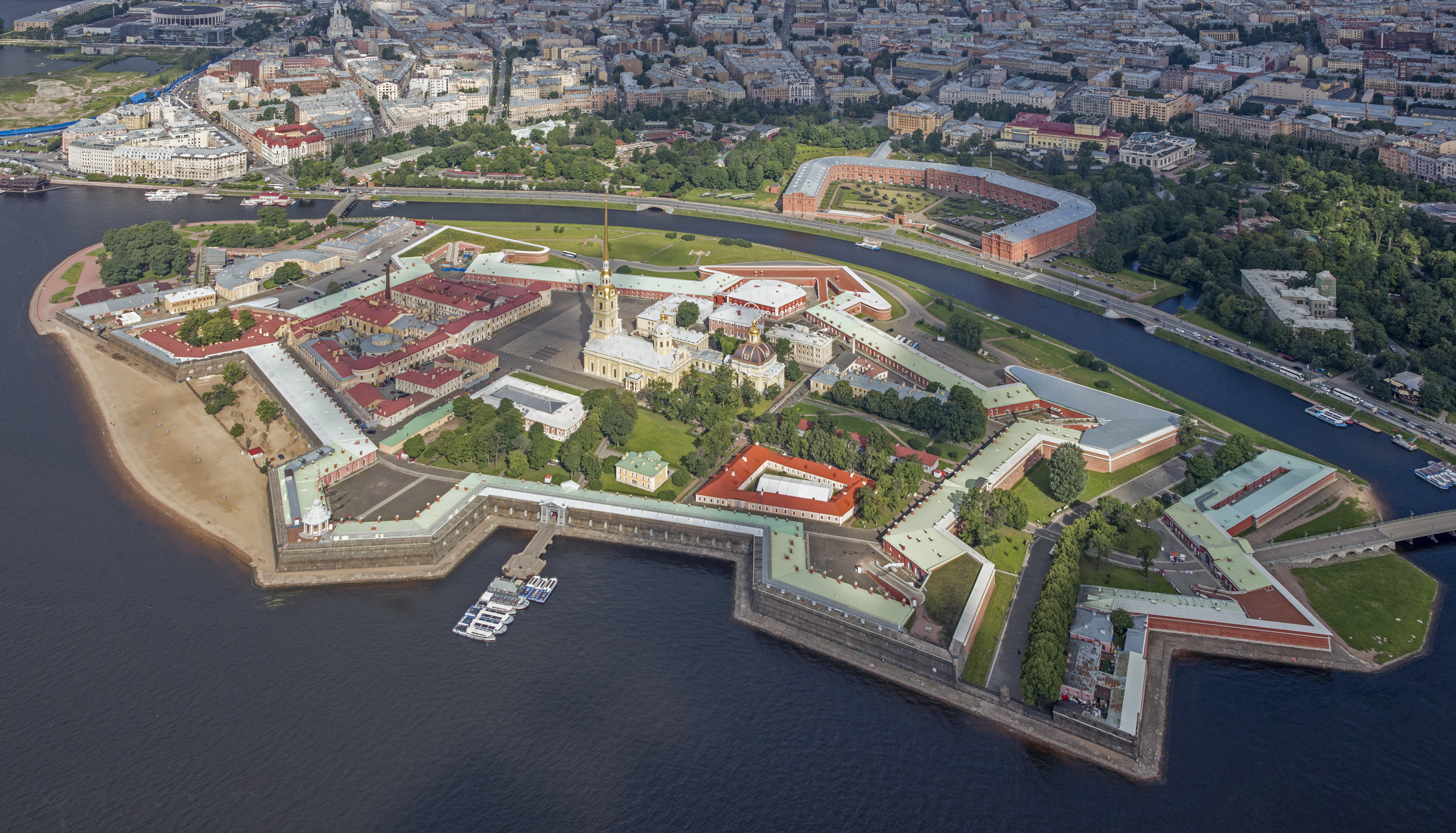
Luftbildaufnahme der Festung

Die Peter-und-Paul-Festung (russisch Петропавловская крепость, Petropawlowskaja krepost) ist eine Festungsanlage aus dem frühen 18. Jahrhundert, die den Ursprung und das historische Zentrum der Stadt Sankt Petersburg bildet. Die auf der Haseninsel in der Newa gelegene Anlage beherbergt heute vor allem Ausstellungen und Museen und ist sowohl Touristenmagnet als auch Erholungsort für die St.-Petersburger. Die Festung ist zentraler Teil des zum UNESCO-Weltkulturerbe erklärten Historischen Zentrums von Sankt Petersburg.

## Geschichte

Festungsmauer von der Newaseite mit russischer Marineflagge

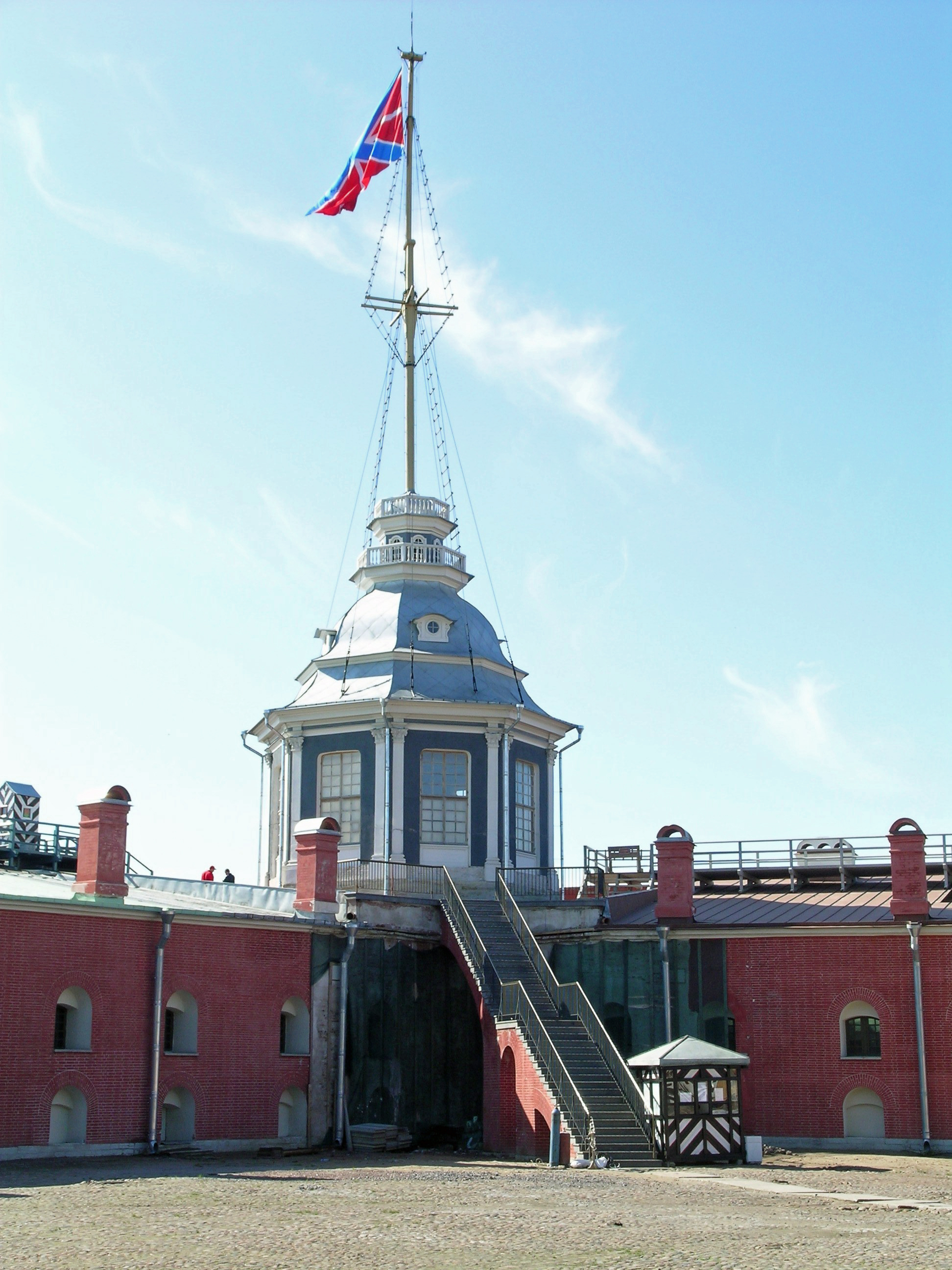
Im Innern: Festungsmauer mit Wachturm

Nach der Eroberung der schwedischen Festung Nyenschanz begannen die Russen umgehend den Bau einer neuen Festung. Die Grundsteinlegung am 16. Maijul. / 27. Mai 1703greg. gilt als offizielles Gründungsdatum Sankt Petersburgs. Diese Festung kam aber nie ihrer eigentlichen Bestimmung als militärische Anlage nach. Die Schweden, gegen die sie im Großen Nordischen Krieg vor allem schützen sollte, wurden in den folgenden Jahren militärisch geschlagen und stellten danach keine Gefahr mehr für das Russische Reich dar. Die Festung wurde ursprünglich von etwa 20.000 Männern aus Erdwällen und Holzbefestigungen in sechs Bastionen gebaut. Von 1706 bis 1740 wurde sie komplett aus Stein neu errichtet; sie hat seitdem die Form eines unregelmäßigen Sechsecks, dessen Ecken weiterhin von Bastionen geschützt werden. Bei dem von dem Schweizer Baumeister Domenico Trezzini geleiteten Bau starben, wie bei der gesamten Gründung St. Petersburgs, Hunderte der eingesetzten Zwangsarbeiter. Ab 1720 diente die Festung als Kasernenanlage und eines der berüchtigtsten Gefängnisse des Zarenreiches. Von 1770 bis 1780 wurde die der Newa zugewandte Seite mit Granit verkleidet.
War die Festung ein bedeutendes Symbol des Zarenreiches, so wurde sie während der Revolutionszeit ein Zentrum des Aufstandes. Während der Februarrevolution stürmten die Soldaten des Paul-Leibgarderegiments am 27. Februar (julianisch) das Gefängnis und befreiten die Gefangenen. Beim fehlgeschlagenen Putsch der Bolschewiki erklärte sich die 8.000 Mann starke Einheit in der Festung am 4. Juli (julianisch) 1917 mit den Bolschewiki solidarisch, ergab sich aber zwei Tage später kampflos den Regierungstruppen.
Der größte Teil der Anlage wurde 1924 zu einem Museum erklärt. Die Festung, die die ganze Haseninsel bedeckt, wurde während der Belagerung Leningrads im Zweiten Weltkrieg beschädigt, danach aber wieder restauriert.

## Verteidigungsanlagen
Die Verteidigungsanlagen der Peter-und-Paul-Festung bestehen im Einzelnen aus:
- sechs Bastionen:  Zaren- oder Herrscher-Bastion, Menschikow-, Golowkin-, Sotow-, Trubezkoi- und Naryschkin-Bastion;

- zwei Ravelins (Wallschilde): Johannes-Wallschild im Osten, Alexei-Wallschild im Westen;

- sechs Kurtinen (gerade Wälle): Peter-, Newski-, Katharinen-, Wassili-, Nikolai- und Kronwerk-Mauern.

- Auf der Petrograder Insel hinter dem Kanal vorgelagert ist das Kronwerk.

## Peterstor
Der Haupteingang zur Anlage liegt im Osten, wo die Ioannowski-Brücke auf die Insel führt. Das Peterstor (Петровские ворота) hat die Form eines Triumphbogens und stellt „das erste Beispiel des Palladio-Stils dar, das man in Russland zu sehen bekam“. Der 1708 in Holz ausgeführte Bau wurde 1718 durch einen steinernen ersetzt. Die seitlichen Nischenfiguren stellen die Kriegsgöttin Bellona und Minerva, die antike Göttin der Kunst und der Weisheit, dar. Das Relief über dem Reichsadler am Bogenscheitel erzählt, wie der Apostel Petrus den Häretiker Simon Magus, der sich durch Zauberei in die Lüfte erhoben hatte, auf den Erdboden schmettert. Die Anspielung auf den Namenspatron des Zaren, dessen Gesichtszüge auch noch in denen des Apostels wiederkehren, ist offensichtlich: Wie Petrus ist auch Peter I. ein Überwinder mächtiger Feinde.

## Gefängnis
Das Gebäude mit seinen zwölf Meter hohen Wällen und sechs Bastionen wurde schon früh als Gefängnis benutzt, in das insbesondere die politischen Gefangenen des Zarenreiches gesperrt wurden. Auch das Alexei-Ravelin, das westliche Außenwerk der Festung, wurde als Gefängnis genutzt. In der Festung saßen viele berühmte Gefangene. Der erste war 1717 Alexei, der Sohn Peters I.; es folgten Teilnehmer des Dekabristenaufstandes, Fjodor Dostojewski, Maxim Gorki, Michail Bakunin, Peter Kropotkin, Alexander Iljitsch Uljanow, der Bruder Lenins. Ab 1872 befanden sich diese im neu gebauten Gefängnis Trubezkoi-Bastion. Die 36 Einzelzellen hatten jeweils ein in die Wand eingelassenes Eisenbett und einen Tisch sowie einen Schemel. Zusätzlich gab es einen Karzer. Sie dienten um 1880 als Untersuchungsgefängnis für zahlreiche Inhaftierte der Narodnaja Wolja, die mehrere Attentate auf Alexander II. ausgeführt hatten, u. a. Wera Figner, Ljudmila Wolkenstein, Alexander Solowjow und Michail Frolenko.
Nach der Februarrevolution 1917 befanden sich Hunderte von Funktionsträgern des Zarenreiches in dem Gefängnis, teilweise auch um sie vor dem Volkszorn zu schützen. Nach der Oktoberrevolution wurde die provisorische Regierung Kerenski hier inhaftiert – es handelte sich um die letzten Gefangenen in der Peter-Paul-Festung. Heute dient die Trubezkoi-Bastion als Museum, in dem unter anderem auch Wachsfiguren der berühmtesten Gefangenen ausgestellt werden.

## Peter-und-Paul-Kathedrale
Auf dem Gelände der Festung befindet sich die von 1713 bis 1732 gebaute Peter-und-Paul-Kathedrale, in deren Innenraum die meisten russischen Kaiser seit dem 18. Jahrhundert begraben liegen. Ihr 122,5 Meter hoher Turm mit einer Windfahne in Form eines Engels, der sich um den Schaft eines 6,4 Meter hohen Kreuzes auf der vergoldeten Spitze dreht, blieb, wie von Peter dem Großen angeordnet, das höchste Bauwerk der Stadt – bis zur Errichtung des städtischen Fernsehturms.

## Museen
Der Festungsbau beherbergt heute diverse Museen, zum einen die Dauerausstellung zur Stadtgeschichte von 1703 bis 1924, zum anderen unter dem Namen Museum des alten Petersburg wechselnde Ausstellungen zu einem ähnlichen Themengebiet.
Direkt am Tor liegt eine weitere Ausstellungsfläche, in der abwechselnd internationale Fotografen ihre Werke zeigen. In den Kasematten befindet sich eine Druckerei, in der auf altem Originalgerät vor Zuschauern (und zum Verkauf) historische Drucke gefertigt werden.
Da sich von 1932 bis 1933 im Johannes-Ravelin eine Forschungsstätte für sowjetische Luft- und Raumfahrt auf dem Gelände befand, ist hier heute ein Museum für Raketenbau und Raumfahrt untergebracht. Heute sind hier die nachgebildeten Konstruktionsbüros der Raketenbauer, Sputniks sowie kosmisches Zubehör wie etwa Original-Raumanzüge ausgestellt.
Ebenfalls auf dem Gelände ist ein Münzmuseum mit einer funktionsfähigen Münzprägeanstalt, in der bis heute russisches Kleingeld, Orden und Medaillen geprägt werden.
Im Kronwerk befindet sich das Militärgeschichtliche Museum der Artillerie, des Ingenieurwesens und der Nachrichtentechnik.

## Sonstiges
Die Peter-und-Paul-Festung gilt bis heute als das Herz Sankt Petersburgs. Besonders nachdrücklich wird sie den Bewohnern der Stadt täglich um zwölf Uhr mittags in Erinnerung gebracht. Seit dem 18. Jahrhundert wird um diese Zeit eine Kanone abgefeuert, ursprünglich diente dies dazu, den Stadtbewohnern die genaue Uhrzeit mitzuteilen.
Der ebenfalls zur Anlage gehörende Sandstrand ist ein beliebtes Ausflugsziel. Im Sommer finden hier Beachvolleyball-Turniere, Theatervorführungen, Popkonzerte und Sandskulpturenwettbewerbe statt. Schwimmen ist zwar aufgrund der Wasserqualität der Newa verboten, dieses Verbot wird jedoch kaum beachtet. Im Winter werden anstelle von Sandskulpturen solche aus Eis gebaut und Eisschwimmen vom Strand aus ist durchaus nicht unüblich.
Die Peter-und-Paul-Festung wurde auch auf einer russischen Münze verewigt.